# Marlan Scully
Marlan Orvil Scully, né le 3 août 1939, est un physicien américain connu pour ses travaux en optique quantique, auteur de plus de 700 articles scientifiques sur le sujet.

## Biographie
Marlan Scully étudie à l'université du Wyoming et à l'Institut polytechnique Rensselaer. Il obtient un PhD à l'université Yale en 1965 sous la direction de Willis Lamb.
Après une période de lecteur à Yale il devient professeur assistant puis professeur associé au MIT. Il rejoint ensuite l'université de l'Arizona comme professeur à moins de 30 ans. Là il fonde avec Willis Lamb et Peter Franken l'Optical Sciences Center. En 1980 il devient simultanément professeur à l'université du Nouveau-Mexique et à l'Institut Max-Planck d'optique quantique à Garching. Au début des années 90 il occupe la chaire Burgess à l'université A&M du Texas où il dirige le Center for Theoretical Physics et l'Institute for Quantum Studies. En 2003 il est professeur invité à l'université Princeton et devient en 2005 professeur simultanément à l'université A&M du Texas et à Princeton.
En 2012 il développe un laboratoire au Baylor Research and Innovation Collaborative à Waco, au Texas.
Marlan Scully est connu pour ses travaux en optique quantique, en particulier le fonctionnement du laser : statistiques et corrélations photoniques, largeur de raie, ainsi que sur les fluctuations d'un condensat de Bose-Einstein. Il s'est également intéressé à la technologie laser avec le dépôt de plusieurs brevets

## Récompenses
- Bourse Guggenheim.
- Prix de la Fondation Alexander von Humboldt.
- Harvard Loeb Lectureship[1],[3],[4],[5].
- Médaille Adolph Lomb de l'Optical Society of America en 1970[6].
- Médaille Elliott Cresson du Franklin Institute en 1990.
- Prix Charles Hard Townes de l'Optical Society of America en 1998[7].
- Prix Quantum Electronics de l'Institute of Electrical and Electronics Engineers en 2003[8].
- prix Arthur L. Schawlow de l'American Physical Society en 2005[9].
- Prix Herbert Walther en 2011[10].
- Médaille Frederic Ives de l'Optical Society of America en 2012[11].
- Membre de l'Académie nationale des sciences.
- Membre de l'Académie nationale des arts et des sciences.
- Membre de l'Academia Europaea.
- Membre de la Société Max-Planck.

## Ouvrages
- (en) Murray Sargent III, Marlan O. Scully et Willis E. Lamb, Laser Physics, Westview Press, 1987 (ISBN 0201069032)
- (en) Marlan O. Scully et M. Suhail Zubairy, Quantum Optics, Cambridge University Press, 1997 (ISBN 0-521-43458-0)
- (en) Goong Chen, David A. Church, Berthold-Georg Englert, Carsten Henkel, Bernd Rohwedder, Marlan O. Scully et M. Suhail Zubairy, Quantum Computing Devices: Principles, Designs, and Analysis, Chapman and Hall/CRC Press, 2006 (ISBN 9781584886815)